# Aligot vesper europeu
L'aligot vesper europeu, aligot vesper, pilot (Pernis apivorus) o falcó vesper i falcó de Muntanya a les Illes Balears, és un ocell rapinyaire de la família dels accipítrids (Accipitridae). Es comú com a ocell nidificant a la Catalunya humida. El seu estat de conservació es considera de risc mínim.

## Morfologia
- Fa uns 55 cm i fa 135-150 cm d'envergadura alar.
- És marró grisós per sobre i per sota és blanc amb taques fosques.
- Té la cua llarga amb algunes barres i un bec petit adaptat a la seva peculiar alimentació.
- Presenten dimorfisme sexual: la femella és lleugerament més grossa i fosca que el mascle.

## Reproducció

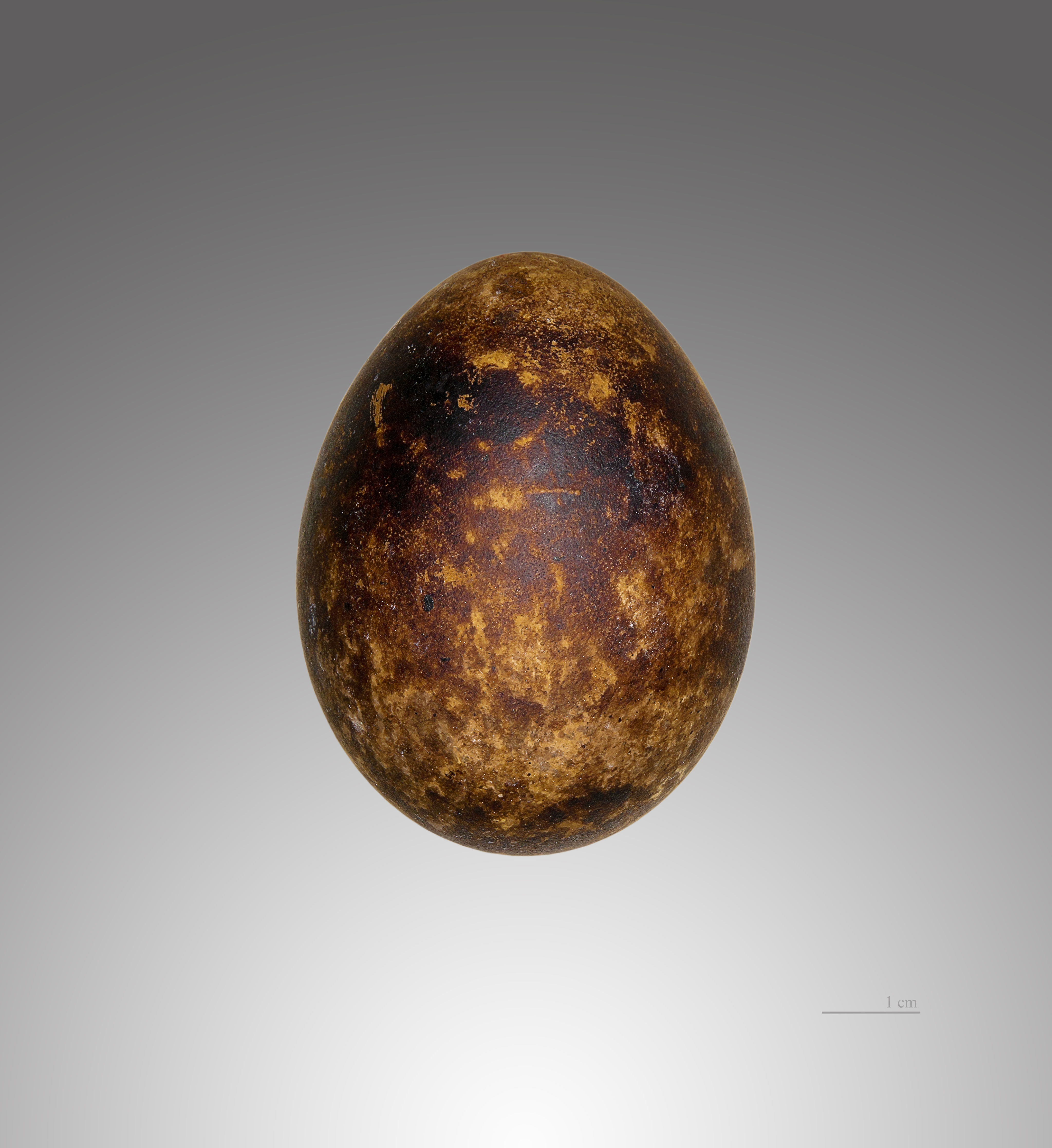
Ou

Generalment, aprofita nius d'altres rapinyaires o de còrvids, en arbres caducifolis grans, situats en zones humides. Fa la posta durant el maig-juny. Pon 2 ous que la parella cova durant 30-35 dies i, també, tots dos alimenten els petits fins que volen, als 48 dies.

## Alimentació
Prefereix, més aviat, les vespes que no pas les abelles. Per això, posseeix unes escates protectores al voltant del bec i dels ulls, i, de fet, les picades d'aquests insectes no semblen afectar-lo gaire. A més dels himenòpters i les seues larves, també cerca altres insectes, erugues, cucs, granotes, rèptils, etc.

## Distribució geogràfica
És un ocell estival a la major part d'Europa i Àsia Occidental. Hiverna a l'Àfrica tropical.

## Costums
És molt abundant en migració (a mitjan abril fins a maig i a finals d'agost) i només fa niu en algun indret del nord del Principat de Catalunya.

## Observacions
Fa servir el camp magnètic terrestre i la memòria visual per ajudar-se en la migració (serralades, rius, etc.), evita les grans masses d'aigua i, per tant, poden ésser vistos en gran quantitat travessant la Mediterrània en uns pocs indrets, com ara l'Estret de Gibraltar, el Bòsfor, Israel, etc.